# Чивенна
Чивенна (итал. Civenna) — коммуна в Италии, располагается в регионе Ломбардия, в провинции Комо.
Население составляет 672 человека (2008 г.), плотность населения составляет 134 чел./км². Занимает площадь 5 км². Почтовый индекс — 22030. Телефонный код — 031.
Покровителем коммуны почитается священномученик Лаврентий Римский. 15 августа в коммуне особо празднуется Успение Пресвятой Богородицы.

## Демография
Динамика населения:

## Администрация коммуны
- Официальный сайт: https://web.archive.org/web/20081012012710/http://www.comune-civenna.it/